# 博扎
博扎（法語：Bozas）是法国阿尔代什省的一个市镇，属于罗讷河畔图尔农区（Tournon-sur-Rhône）圣费利西安县（Saint-Félicien）。该市镇2009年时的人口为245人。

## 人口
博扎人口变化图示
| 数据来源：INSEE |